# Troi Unika
Der Troi Unika ist ein Kunst-Natur-Themenweg bei St. Christina in Gröden in Südtirol.

## Allgemeines
Zur Gestaltung des Themenweges waren die Mitglieder der Grödner Kunsthandwerks-Vereinigung Unika aufgerufen, an einem Ideenwettbewerb teilzunehmen. Insgesamt 26 Werke wurden eingereicht. Zur achtköpfigen Jury zählten die Grödner Künstler Gerhard Demetz, Simon Moroder und Otto Senoner sowie die Präsidentin des Tourismusvereins St. Christina und die Besitzer der Grundstücke, durch die der Weg führt. Der „Pfad“ wurde dann von der Unika in Zusammenarbeit mit dem Hotel Cendevaves (das ganz in der Nähe des Pfades ist) geschaffen und im Jahre 2016 für das Publikum geöffnet. Er liegt oberhalb von Sankt Christina auf dem Monte Pana. Der Monte Pana ist mit einer Sesselbahn vom Zentrum von St. Christina aus und auch mit dem Auto zu erreichen. Der Troi Unika ist ein Rundweg mit 1,7 km Länge; der tiefste Punkt liegt bei 1615 m ü. d. M. und der höchste bei 1690 m. Der Weg ist bequem zu begehen, im Sommer auch mit Kinderwagen. Es gibt neun „Stationen“ mit Werken, die in der Tradition des Grödner Schnitzhandwerks stehen.

## Beschreibung
Blickfänge sind unter anderem „Die Feder“ von Eric Perathoner und „Pultredes – Blickpunkte“ von Stefan Perathoner; die Station mit „Pultredes“ bietet auch Ausblicke auf Berge der Stevia, der Geislergruppe und der Seceda. Die Skulptur „Pultredes“ scheint in sanfter Weise jene zu verspotten, welche die Welt nur noch durch das Smartphone sehen.

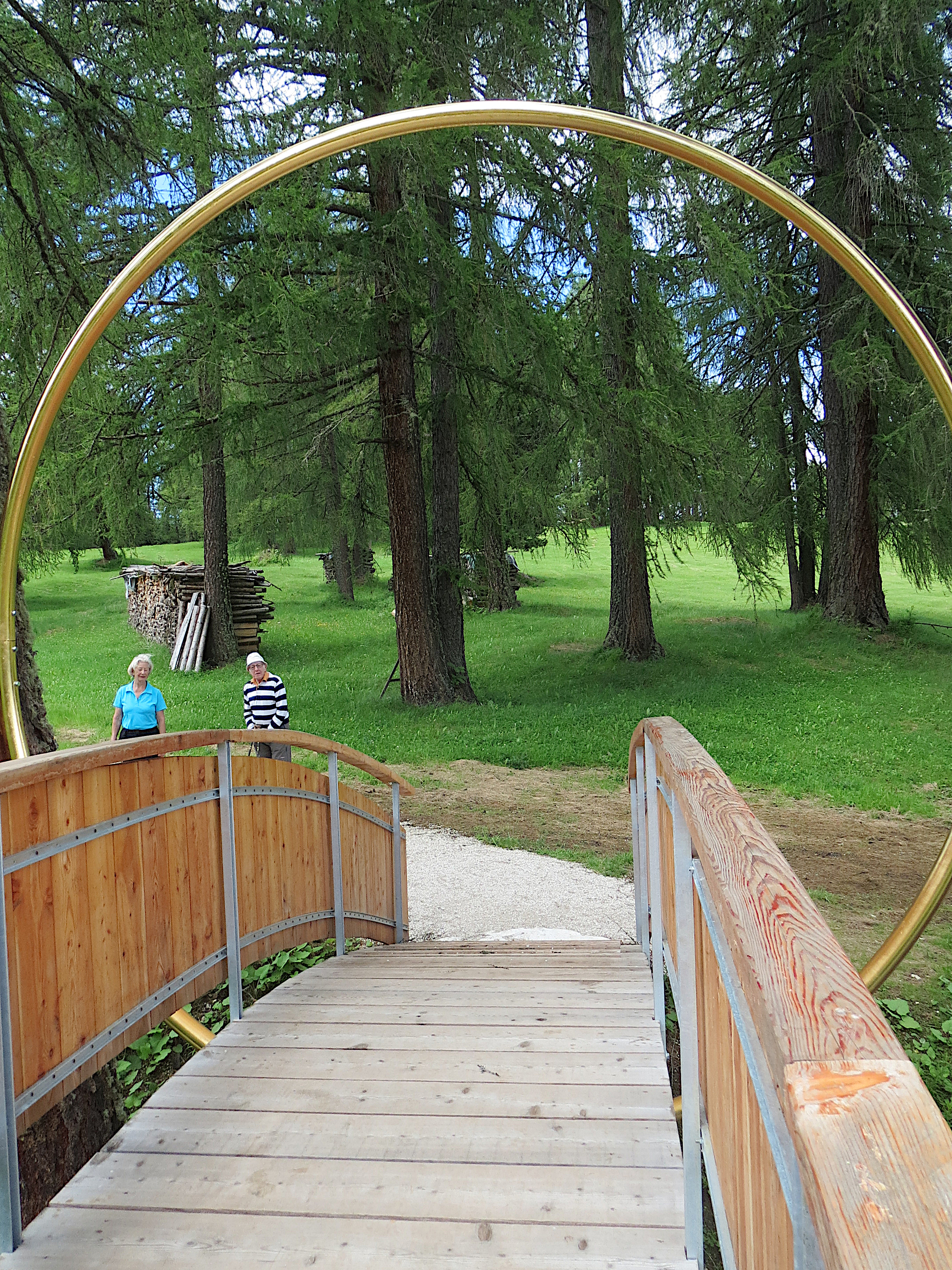
Die Brücke
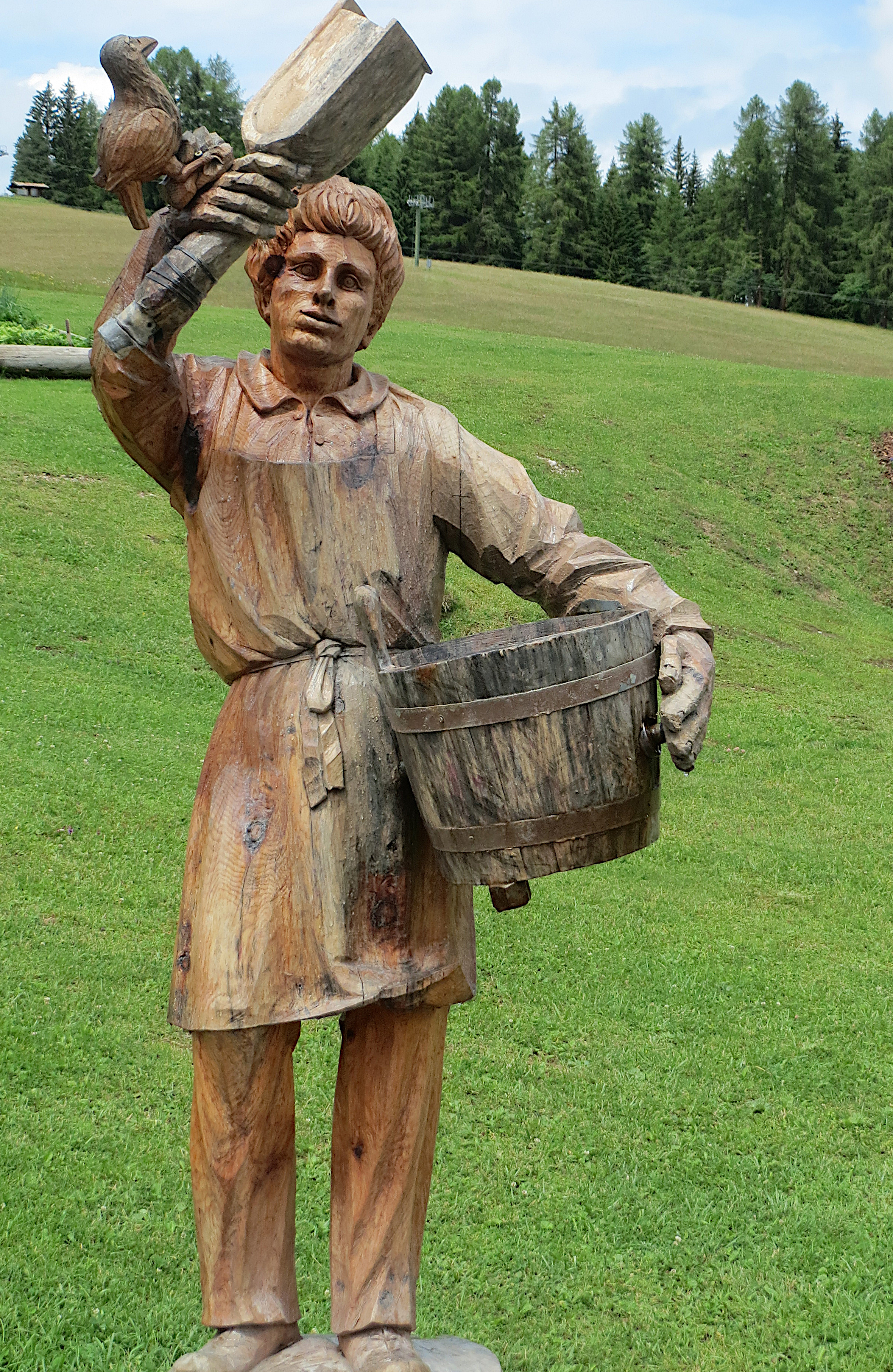
Der Buttermacher
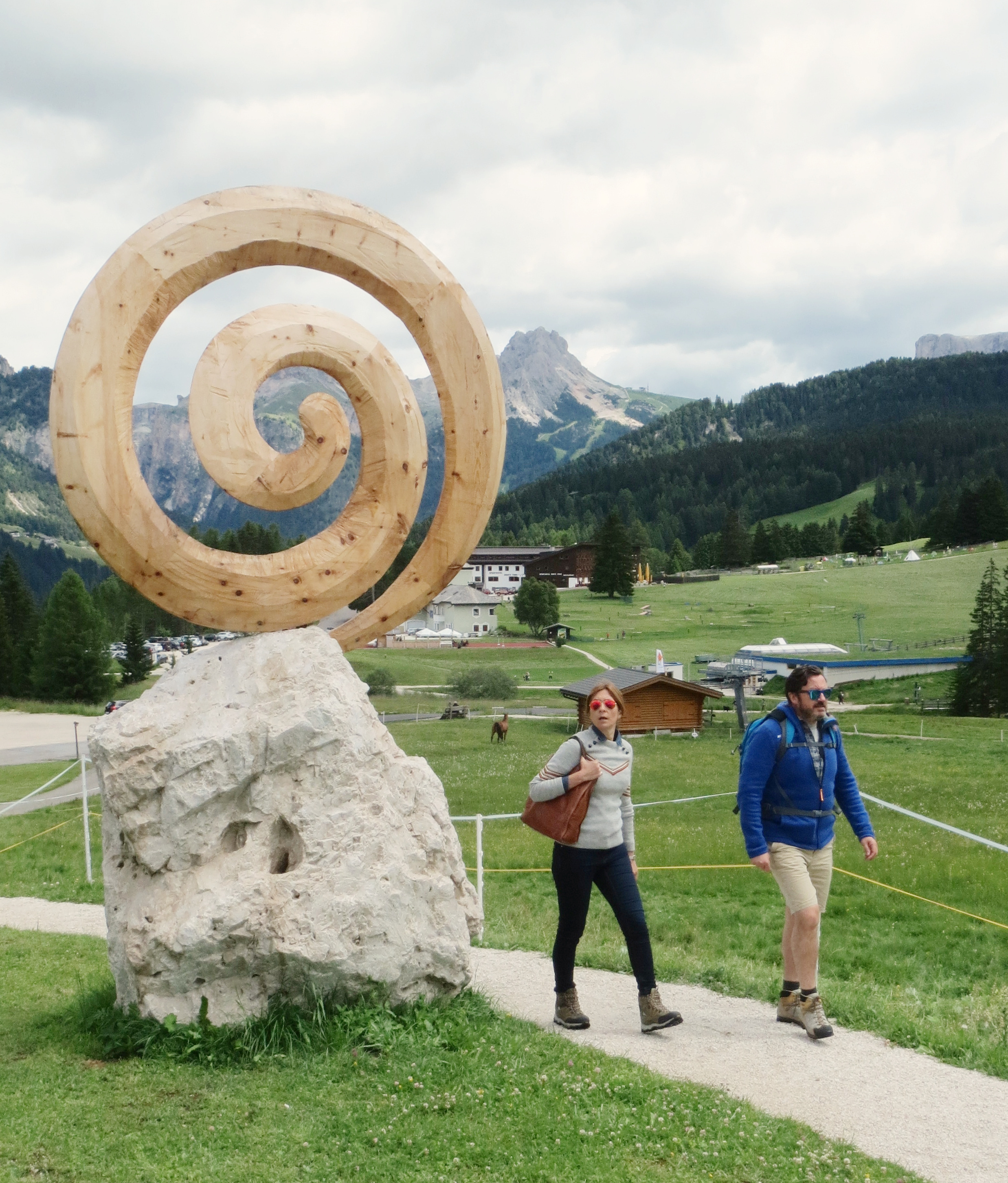
Die Spirale
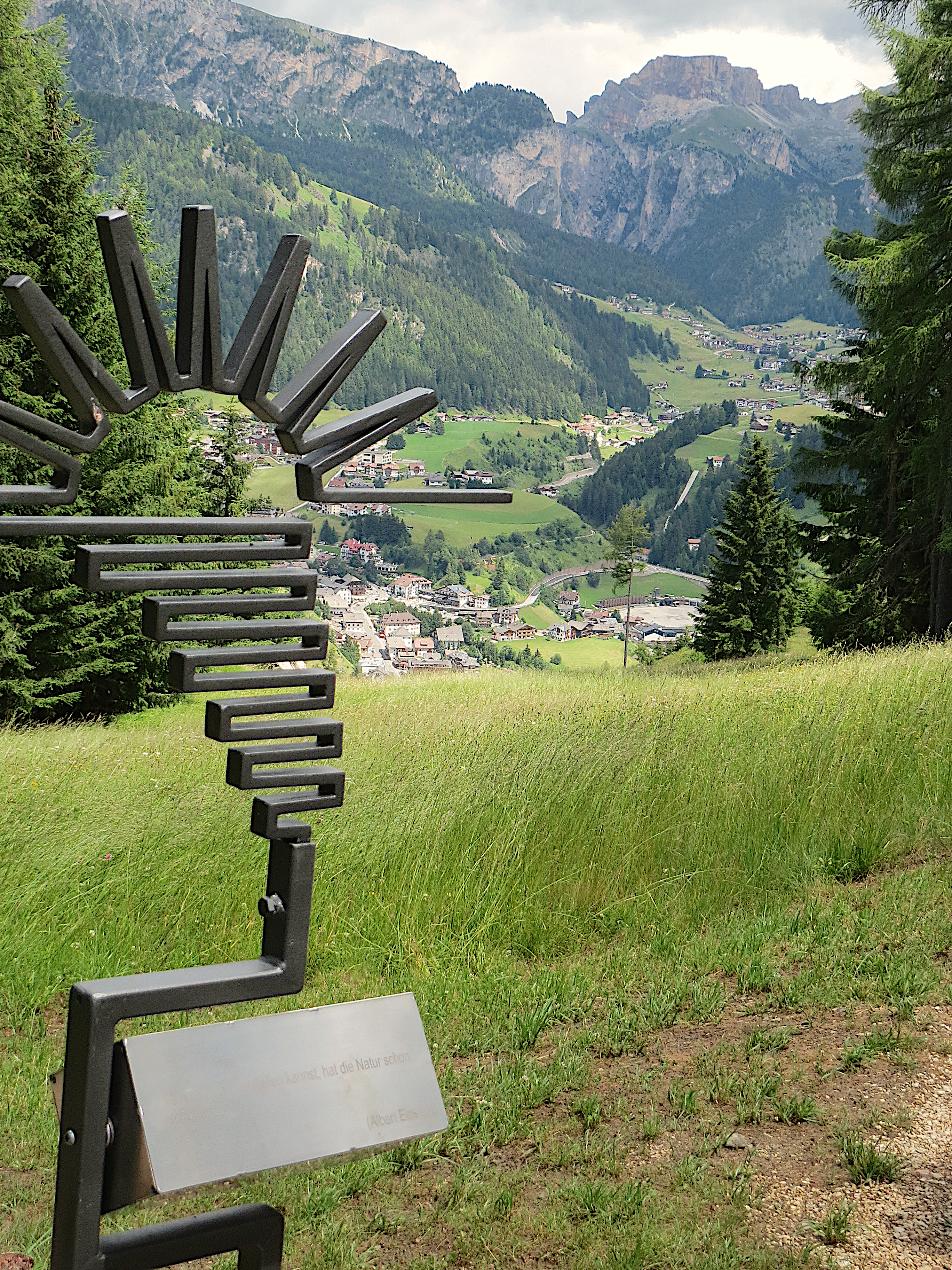
Alles, was du dir vorstellen kannst, hat die Natur schon erschaffen (Einstein)